# Leontodon tuberosus
Liondent tubéreux
Espèce
Leontodon tuberosus, le Liondent tubéreux, est une espèce de plantes à fleurs de la famille des Asteraceae. Il est naturellement présent tout autour du bassin méditerranéen.

## Systématique
Le nom scientifique complet (avec auteur) de ce taxon est Leontodon tuberosus L.
Ce taxon porte en français le nom vernaculaire recommandé ou typique de Liondent tubéreux,,. Il est aussi appelé Léontodon tubéreux,, ou encore Thrincie tubéreuse.